# Кристиан Франц фон Саксония-Кобург-Заалфелд
Кристиан Франц фон Саксония-Кобург-Заалфелд (на немски: Christian Franz, Herzog von Sachsen-Coburg-Saalfeld; * 25 януари 1730, Кобург; † 18 септември 1797, Кобург) от рода на Ернестинските Ветини, е принц на Саксония-Кобург-Заалфелд и генерал-майор на имперската армия.

## Живот
Той е третият син на херцог Франц Йосиас фон Саксония-Кобург-Заалфелд (1697 – 1764) и съпругата му Анна София фон Шварцбург-Рудолщат (1700 – 1780), дъщеря на княз Лудвиг Фридрих I фон Шварцбург-Рудолщат и Анна София фон Саксония-Гота-Алтенбург. Най-големият му брат Ернст Фридрих (1724 – 1800) е херцог на Саксония-Кобург-Заалфелд.
Кристиан Франц е определен за военна кариера. На императорска служба той става през 1756 г. полковник и 1763 г. генерал-майор. Той е съ-основател на „Ордена Св. Йоахим“, и следващата година става негов „велик майстер“. През 1758 г. е пленен в Силезия от Прусия, но отново е освободен да си отиде в Кобург.
Кристиан Франц има ордена Червения орел и в Кобург построява първата обиколна улица „Neuen Weg“. Той умира неженен на 18 септември 1797 г. в Кобург на 67 години и е погребан там.